# Dysphaea dimidiata
Dysphaea dimidiata är en trollsländeart som först beskrevs av Selys 1853.  Dysphaea dimidiata ingår i släktet Dysphaea och familjen Euphaeidae. IUCN kategoriserar arten globalt som livskraftig. Inga underarter finns listade i Catalogue of Life.